# Линейная операция

Сложение векторов и умножение вектора на число

Лине́йная опера́ция над векторами — операция сложения векторов либо операция умножения вектора на число. Иногда к этим двум операциям добавляют операцию вычитания векторов.

## Определение
Линейные операции над векторами — операции сложения векторов, вычитания векторов и умножения вектора на скаляр. Эти операции называются линейными потому, что если над векторами {\displaystyle \mathbf {a} }, {\displaystyle \mathbf {b} }, {\displaystyle \mathbf {c} } и {\displaystyle \mathbf {d} } выполнить конечное количество произвольных действий сложения, вычитания и умножения на скаляр, то в результате получится новый вектор — линейная комбинация исходных векторов
{\displaystyle \alpha \mathbf {a} +\beta \mathbf {b} +\gamma \mathbf {c} +\delta \mathbf {d} },
где {\displaystyle \alpha ,\beta ,\gamma ,\delta } – скаляры (действительные числа).

## Сложение векторов

Треугольник сложения произвольных векторов: сумма векторов c = a + b

Сложе́ние векторо́в, или геометри́ческое сложе́ние векторо́в (англ. addition of vectors) — операция, ставящая в соответствие двум векторам третий вектор — сумму векторов. При этом сумма {\displaystyle \mathbf {a} +\mathbf {b} } двух векторов {\displaystyle \mathbf {a} } и {\displaystyle \mathbf {b} } — это третий вектор {\displaystyle \mathbf {c} =\mathbf {a} +\mathbf {b} }, проведённый из начала одного вектора к концу второго, причём конец первого вектора совпадает с началом второго (правило треугольника). Сумма векторов геометрически строится с помощью правил — алгоритмов построения вектора суммы по векторам-слагаемым (см. рисунок с треугольником сложения векторов справа).
Три вектора {\displaystyle \mathbf {a} }, {\displaystyle \mathbf {b} } и {\displaystyle \mathbf {c} =\mathbf {a} +\mathbf {b} } всегда компланарны, то есть параллельны одной плоскости.
Векторы, которые складываются, называются слагаемыми векторами, а результат сложения — геометрической суммой, или результирующим вектором.
Результат сложения векторов не зависит от расположения первого слагаемого, при его изменении треугольник сложения будет параллельно перенесён.
Существуют два действия, обратных сложению векторов:
- геометрическое вычитание векторов;
- геометрическое разложение вектора.

### Законы сложения
Операция сложения в математике в векторной алгебре векторов как геометрическое построение по правилу многоугольника возникла как обобщение операции вычисления равнодействующей силы в механике. Правомерность названия «сложение» заключается также и в том, что операция сложения векторов подчиняется тем же двум законам, что и арифметическая операция сложения чисел, а именно:
- сочетательный закон (ассоциативность);
- переместительный закон (коммутативность).

Эти законы и аналогичные законы для сложения чисел записываются одинаково. Что не только важно, но и удобно, поскольку позволяет работать с векторными равенствами, не переучиваясь, так же, как с числовыми равенствами. Эта аналогия распространяется и на вычитание векторов, а также действия с равенствами векторов.

## Вычитание векторов

Треугольник вычитания произвольных векторов: разность векторов c = a - b

Вычита́ние векторо́в, или геометри́ческое вычита́ние векторо́в (англ. subtraction of vectors) — операция, обратная сложению, ставящая в соответствие двум векторам третий вектор — разность векторов, другими словами, по сумме векторов и одному слагаемому определяется второе слагаемое. При этом разность {\displaystyle \mathbf {a} -\mathbf {b} } двух векторов {\displaystyle \mathbf {a} } и {\displaystyle \mathbf {b} } — это третий вектор {\displaystyle \mathbf {c} =\mathbf {a} -\mathbf {b} } такой, что {\displaystyle \mathbf {c} +\mathbf {b} =\mathbf {a} } (см. рисунок справа с треугольником вычитания векторов). Первый вектор разности называется уменьшаемым, а второй — вычитаемым.

## Умножение вектора на число

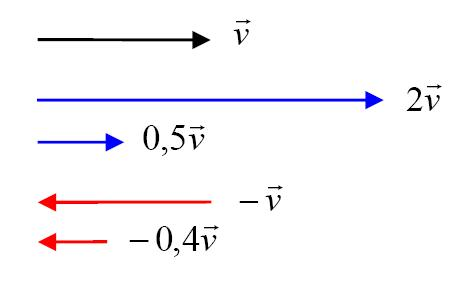
Умножение вектора на положительные (синие) и отрицательные (красные) числа

Умноже́ние ве́ктора на число́ (англ. scalar multiplication of a vector) – операция, ставящая в соответствие вектору и числу другой коллинеарный вектор — произведение вектора на это число. При этом произведение вектора и числа в случае ненулевых вектора и числа — новый вектор, у которого:
- модуль равен произведению модуля исходного вектора на абсолютную величину числа;
- направление, совпадающее с направлением исходного вектора, если число положительно, и противоположное, если число отрицательно (см. рисунок справа).

Обозначение произведения вектора {\displaystyle \mathbf {a} } и скаляра {\displaystyle \lambda } следующее:
{\displaystyle \mathbf {a} \lambda } или {\displaystyle \lambda \mathbf {a} .}
В итоге получаем:
{\displaystyle |\lambda \mathbf {a} |=|\mathbf {a} \lambda |=|\lambda ||\mathbf {a} |.}
Произведение вектора и числа равно нулевому вектору тогда и только тогда, когда хотя бы один из сомножителей равен нулю:
{\displaystyle \lambda \mathbf {0} =0\mathbf {a} =\mathbf {0} .}
Существуют два действия, обратных умножению вектора на число:
- деление вектора на число;
- деление вектора на вектор.

### Законы умножения на скаляр
Три закона умножения вектора на скаляр те же самые, что и законы умножения чисел:
- переместительности (коммутативность):

{\displaystyle \lambda \mathbf {a} =\mathbf {a} \lambda };
- сочетательности (ассоциативность):

{\displaystyle \lambda (\mu \mathbf {a} )=(\lambda \mu )\mathbf {a} };
- распределительности (дистрибутивность):

{\displaystyle (\mathbf {a} +\mathbf {b} )\lambda =\mathbf {a} \lambda +\mathbf {b} \lambda };
{\displaystyle (\lambda +\mu )\mathbf {a} =\lambda \mathbf {a} +\mu \mathbf {a} }.

### Разложение вектора
Геометрическое вычитание векторов — операция, обратная геометрическому сложению векторов. Кроме неё, обратной операцией к сложению векторов является геометрическое разложение вектора, или просто разложение вектора — операция представления данного вектора в виде замыкающей нескольких векторов. Геометрически строится ломаная линия, которую замыкает данный вектор. Но так эту операцию определить нельзя, и чтобы её определить, нужно наложить на геометрические слагаемые определённые условия.

## Применение линейных операций
Применение линейных операций — использование линейных операций над векторами:
- сложение векторов;
- вычитание векторов;
- умножение вектора на число, —

для решения математических и физических задач. Рассмотрим несколько примеров решения задач разной степени трудности с применением векторов. Использование векторов делает предложенные задачи:
- вычислительными, то есть сводит чисто геометрические рассуждения (с треугольниками, трапециями, средними линиями. медианами и так далее) к вычислениям с векторами, обычно достаточно простыми;
- решаемыми при желании без помощи чертежей, которые обычно представляют только один частный случай задачи, что вызывает сомнение в их универсальности;
- параллельное доказательство похожих (и, возможно, различно сформулированных) планиметрических и стереометрических закономерностей.

### Коллинеарность и компланарность точек
Задача 1. Три точки {\displaystyle A}, {\displaystyle B} и {\displaystyle C}, где
{\displaystyle {\overrightarrow {OA}}=\mathbf {a} }, {\displaystyle {\overrightarrow {OB}}=\mathbf {b} }, {\displaystyle {\overrightarrow {OC}}=\mathbf {c} },
{\displaystyle \mathbf {c} =\lambda \mathbf {a} +\mu \mathbf {b} },

Коллинеарность трёх точек

тогда и только тогда коллинеарны, то есть лежат на одной прямой, когда (см. рисунок справа)
{\displaystyle \lambda +\mu =1}.
Исключение: коллинеарность векторов {\displaystyle \mathbf {a} } и {\displaystyle \mathbf {b} }, когда три точки {\displaystyle A}, {\displaystyle B} и {\displaystyle C} всегда лежат на одной прямой при любых числах {\displaystyle \lambda } и {\displaystyle \mu }.
1. Необходимость. Пусть три точки {\displaystyle A}, {\displaystyle B} и {\displaystyle C} лежат на одной прямой (см. рисунок справа вверху). Тогда векторы {\displaystyle {\overrightarrow {AB}}=\mathbf {b} -\mathbf {a} } и {\displaystyle {\overrightarrow {AC}}=\mathbf {c} -\mathbf {a} } коллинеарны, то есть
{\displaystyle \mathbf {c} -\mathbf {a} =\mu (\mathbf {b} -\mathbf {a} )},
следовательно,
{\displaystyle \mathbf {c} =\mathbf {a} +\mu (\mathbf {b} -\mathbf {a} )=(1-\mu )\mathbf {a} +\mu \mathbf {b} },
но разложение вектора {\displaystyle \mathbf {c} } по векторам {\displaystyle \mathbf {a} } и {\displaystyle \mathbf {b} } единственно при их неколлинеарности, поэтому окончательно получаем:
{\displaystyle \lambda =1-\mu }, {\displaystyle \quad \lambda +\mu =1}.
2. Достаточность. Обратно, пусть {\displaystyle \lambda +\mu =1}, тогда
{\displaystyle \mathbf {c} -\mathbf {a} =\lambda \mathbf {a} +\mu \mathbf {b} -\mathbf {a} =\lambda \mathbf {a} +\mu \mathbf {b} -(\lambda +\mu )\mathbf {a} =\mu (\mathbf {b} -\mathbf {a} )},
поэтому векторы {\displaystyle {\overrightarrow {AC}}=\mathbf {c} -\mathbf {a} } и {\displaystyle {\overrightarrow {AB}}=\mathbf {b} -\mathbf {a} } коллинеарны и отложены от одной и той же точки {\displaystyle A}, следовательно, три точки {\displaystyle A}, {\displaystyle B} и {\displaystyle C} лежат на одной прямой.
Замечание. Уравнение {\displaystyle \mathbf {c} =\lambda \mathbf {a} +\mu \mathbf {b} } с ограничением {\displaystyle \lambda +\mu =1} — относительно полюса {\displaystyle O} векторное уравнение прямой, которая проходит через две заданные точки {\displaystyle A} и {\displaystyle B}, {\displaystyle \mathbf {a} ={\overrightarrow {OA}}}, {\displaystyle \mathbf {b} ={\overrightarrow {OB}}}, {\displaystyle \mathbf {c} ={\overrightarrow {OC}}}. При этом значения коэффициентов {\displaystyle \lambda } и {\displaystyle \mu } вычисляются как частные векторов:
{\displaystyle \lambda ={\frac {\overrightarrow {BC}}{\overrightarrow {BA}}};} {\displaystyle \quad \mu ={\frac {\overrightarrow {AC}}{\overrightarrow {AB}}}.}
Задача 1'. Найти такой радиус-вектор {\displaystyle {\overrightarrow {OC}}=\mathbf {c} }, который делит отрезок {\displaystyle AB} в данном отношении {\displaystyle {\frac {x}{y}}=\nu }.
Решение. Используя полученные результаты, имеем, учитывая, что в данном случае коэффициенты {\displaystyle \lambda ,\mu \geqslant 0}:
{\displaystyle {\frac {AC}{CB}}={\frac {x}{y}}=\nu },
{\displaystyle {\frac {AC}{AB}}={\frac {AC}{AC+CB}}={\frac {x}{x+y}}=\mu },
{\displaystyle \lambda =1-\mu ={\frac {y}{x+y}}},
{\displaystyle \mathbf {c} =\lambda \mathbf {a} +\mu \mathbf {b} ={\frac {y\mathbf {a} +x\mathbf {b} }{x+y}}={\frac {\mathbf {a} +\nu \mathbf {b} }{1+\nu }}}.
Можно провести вычисления короче:
{\displaystyle {\overrightarrow {AC}}=\nu {\overrightarrow {CB}}},
{\displaystyle \mathbf {c} -\mathbf {a} =\nu (\mathbf {b} -\mathbf {c} )},
{\displaystyle \mathbf {c} ={\frac {\mathbf {a} +\nu \mathbf {b} }{1+\nu }}}.
В частности, при {\displaystyle {\frac {AC}{CB}}={\frac {x}{y}}=\nu =1} имеем:
{\displaystyle \mathbf {c} =\lambda \mathbf {a} +\mu \mathbf {b} ={\frac {\mathbf {a} +\mathbf {b} }{2}}},
другими словами, радиус-вектор середины отрезка равен полусумме радиусов-векторов его 
концов.
Задача 2. Четыре точки {\displaystyle A}, {\displaystyle B}, {\displaystyle C} и {\displaystyle D}, где
{\displaystyle {\overrightarrow {OA}}=\mathbf {a} }, {\displaystyle {\overrightarrow {OB}}=\mathbf {b} }, {\displaystyle {\overrightarrow {OC}}=\mathbf {c} }, {\displaystyle {\overrightarrow {OD}}=\mathbf {d} },
{\displaystyle \mathbf {d} =\lambda \mathbf {a} +\mu \mathbf {b} +\mu \mathbf {c} },
тогда и только тогда компланарны, то есть лежат в одной плоскости, когда (см. рисунок справа)
{\displaystyle \lambda +\mu +\nu =1}.
Исключение: компланарность векторов {\displaystyle \mathbf {a} }, {\displaystyle \mathbf {b} } и {\displaystyle \mathbf {c} }, когда четыре точки {\displaystyle A}, {\displaystyle B}, {\displaystyle C} и {\displaystyle D} всегда лежат в одной плоскости при любых числах {\displaystyle \lambda }, {\displaystyle \mu } и {\displaystyle \nu }.
1. Необходимость. Пусть четыре точки {\displaystyle A}, {\displaystyle B}, {\displaystyle C} и {\displaystyle D} лежат в одной плоскости. Тогда векторы {\displaystyle {\overrightarrow {AB}}=\mathbf {b} -\mathbf {a} }, {\displaystyle {\overrightarrow {AC}}=\mathbf {c} -\mathbf {a} } и {\displaystyle {\overrightarrow {AF}}=\mathbf {d} -\mathbf {a} } компланарны, то есть
{\displaystyle \mathbf {d} -\mathbf {a} =\mu (\mathbf {b} -\mathbf {a} )+\nu (\mathbf {c} -\mathbf {a} )},
следовательно,
{\displaystyle \mathbf {d} =\mathbf {a} +\mu (\mathbf {b} -\mathbf {a} )+\nu (\mathbf {c} -\mathbf {a} )=(1-\mu -\nu )\mathbf {a} +\mu \mathbf {b} +\nu \mathbf {c} },
но разложение вектора {\displaystyle \mathbf {d} } по векторам {\displaystyle \mathbf {a} }, {\displaystyle \mathbf {b} } и {\displaystyle \mathbf {c} } единственно при их некомпланарности, поэтому окончательно получаем:
{\displaystyle \lambda =1-\mu -\nu }, {\displaystyle \quad \lambda +\mu +\nu =1}.
2. Достаточность. Обратно, пусть {\displaystyle \lambda +\mu +\nu =1}, тогда
{\displaystyle \mathbf {d} -\mathbf {a} =\lambda \mathbf {a} +\mu \mathbf {b} +\nu \mathbf {c} -\mathbf {a} =\lambda \mathbf {a} +\mu \mathbf {b} +\nu \mathbf {c} -(\lambda +\mu +\nu )\mathbf {a} =\mu (\mathbf {b} -\mathbf {a} )+\nu (\mathbf {c} -\mathbf {a} )},
поэтому векторы {\displaystyle {\overrightarrow {AD}}=\mathbf {d} -\mathbf {a} }, {\displaystyle {\overrightarrow {AB}}=\mathbf {b} -\mathbf {a} } и {\displaystyle {\overrightarrow {AC}}=\mathbf {c} -\mathbf {a} } компланарны и отложены от одной и той же точки {\displaystyle A}, следовательно, четыре точки {\displaystyle A}, {\displaystyle B}, {\displaystyle C} и {\displaystyle D} лежат в одной плоскости.
Замечание. Уравнение {\displaystyle \mathbf {d} =\lambda \mathbf {a} +\mu \mathbf {b} +\mu \mathbf {c} } с ограничением {\displaystyle \lambda +\mu +\nu =1} — относительно полюса {\displaystyle O} векторное уравнение плоскости, которая проходит через три заданные точки {\displaystyle A}, {\displaystyle B} и {\displaystyle C}, {\displaystyle \mathbf {a} ={\overrightarrow {OA}}}, {\displaystyle \mathbf {b} ={\overrightarrow {OB}}}, {\displaystyle \mathbf {c} ={\overrightarrow {OC}}}, {\displaystyle \mathbf {d} ={\overrightarrow {OD}}}.

### Построение треугольника

Треугольник из векторов

Треугольник из векторов и медиана

Здесь приведены две задачи на построение треугольника.
Задача 3. Найти условие, которому отвечают три вектора, образующие треугольник (см. рисунок справа).
Решение. Рисунок справа показывает, что искомое условие для трёх векторов следующее:
{\displaystyle \mathbf {a} +\mathbf {b} +\mathbf {c} =0},
потому что тогда и только тогда ломаная линия {\displaystyle BCAB} будет замкнута и получится треугольник.
Задача 4. Доказать, что всегда можно построить треугольник с тремя сторонами, равными и параллельными трём медианам данного треугольника {\displaystyle ABC} (см. рисунок справа).
Решение 1. Пусть {\displaystyle A'}, {\displaystyle B'} и {\displaystyle C'} — середины сторон треугольника соответственно {\displaystyle BC}, {\displaystyle CA} и {\displaystyle AB}. Разложим векторы {\displaystyle {\overrightarrow {AA'}}}, {\displaystyle {\overrightarrow {BB'}}} и {\displaystyle {\overrightarrow {CC'}}}, которые представляют медианы треугольника, по векторам {\displaystyle \mathbf {a} }, {\displaystyle \mathbf {b} } и {\displaystyle \mathbf {c} }. Разложим медиану {\displaystyle {\overrightarrow {AA'}}}:
{\displaystyle {\overrightarrow {BA'}}={\frac {1}{2}}{\overrightarrow {BC}}={\frac {1}{2}}\mathbf {a} },
{\displaystyle {\overrightarrow {AA'}}={\overrightarrow {AB}}+{\overrightarrow {BA'}}=\mathbf {c} +{\frac {1}{2}}\mathbf {a} },
аналогично
{\displaystyle {\overrightarrow {BB'}}=\mathbf {a} +{\frac {1}{2}}\mathbf {b} },
{\displaystyle {\overrightarrow {CC'}}=\mathbf {b} +{\frac {1}{2}}\mathbf {c} },
и проверяем условие того, что векторы {\displaystyle {\overrightarrow {AA'}}}, {\displaystyle {\overrightarrow {BB'}}} и {\displaystyle {\overrightarrow {CC'}}} составляют треугольник — условие задачи 3:
{\displaystyle \mathbf {a} +\mathbf {b} +\mathbf {c} =0},
{\displaystyle {\overrightarrow {AA'}}+{\overrightarrow {BB'}}+{\overrightarrow {CC'}}=\mathbf {c} +{\frac {1}{2}}\mathbf {a} +\mathbf {a} +{\frac {1}{2}}\mathbf {b} +\mathbf {b} +{\frac {1}{2}}\mathbf {c} ={\frac {3}{2}}(\mathbf {a} +\mathbf {b} +\mathbf {c} )=0}.
Решение 2. Разложим векторы {\displaystyle {\overrightarrow {AA'}}}, {\displaystyle {\overrightarrow {BB'}}} и {\displaystyle {\overrightarrow {CC'}}} по векторам {\displaystyle \mathbf {a} }, {\displaystyle \mathbf {b} } и {\displaystyle \mathbf {c} } по-другому, как в задачи 1':
{\displaystyle {\overrightarrow {AA'}}={\frac {\mathbf {c} +(-\mathbf {b} )}{2}},\quad {\overrightarrow {BB'}}={\frac {\mathbf {a} +(-\mathbf {c} )}{2}},\quad {\overrightarrow {CC'}}={\frac {\mathbf {b} +(-\mathbf {a} )}{2}},}
и после сложения этих трёх равенств получаем:
{\displaystyle {\overrightarrow {AA'}}+{\overrightarrow {BB'}}+{\overrightarrow {CC'}}={\frac {\mathbf {c} +(-\mathbf {b} )+\mathbf {a} +(-\mathbf {c} )+\mathbf {b} +(-\mathbf {a} )}{2}}=0}.

### Совпадение середин отрезков
Здесь представлены по сути две одинаковые задачи, но по-разному сформулированные и по-разному решённые.
Задача 5. Два вектора {\displaystyle {\overrightarrow {AB}}} и {\displaystyle {\overrightarrow {CD}}} (на прямой, плоскости или в пространстве) равны тогда и только тогда. когда совпадают середины отрезков {\displaystyle AD} и {\displaystyle BC}.

Равенство векторов и

Решение. 1. Необходимость. Докажем, что если два вектора равны: {\displaystyle {\overrightarrow {AB}}={\overrightarrow {CD}}}, а точка {\displaystyle P} — середина отрезка {\displaystyle AD}, то есть {\displaystyle {\overrightarrow {AP}}={\overrightarrow {PD}}}, то тогда {\displaystyle P} — также середина отрезка {\displaystyle BC}. Действительно,
{\displaystyle {\overrightarrow {BP}}={\overrightarrow {AP}}-{\overrightarrow {AB}}={\overrightarrow {PD}}-{\overrightarrow {CD}}={\overrightarrow {PD}}+{\overrightarrow {DC}}={\overrightarrow {PC}}},
то есть {\displaystyle P} — середина отрезка {\displaystyle BC}.
2. Достаточность. Докажем, что если середины отрезков {\displaystyle AD} и {\displaystyle BC} совпадают в точке {\displaystyle P}:
{\displaystyle {\overrightarrow {AP}}={\overrightarrow {PD}},\quad {\overrightarrow {BP}}={\overrightarrow {PC}}},
то тогда векторы {\displaystyle {\overrightarrow {AB}}} и {\displaystyle {\overrightarrow {CD}}} равны. Действительно,
{\displaystyle {\overrightarrow {AB}}={\overrightarrow {AP}}+{\overrightarrow {PB}}={\overrightarrow {PD}}+{\overrightarrow {CP}}={\overrightarrow {CP}}+{\overrightarrow {PD}}={\overrightarrow {CD}}},
то есть векторы {\displaystyle {\overrightarrow {AB}}} и {\displaystyle {\overrightarrow {CD}}} равны.

Параллелограмм и его диагонали

Задача 6. Доказать, что если две диагонали произвольного четырёхугольника делят друг друга пополам, то такой четырёхугольник — параллелограмм.
Решение. Пусть {\displaystyle \mathbf {a} }, {\displaystyle \mathbf {b} }, {\displaystyle \mathbf {c} } и {\displaystyle \mathbf {d} } — радиус-векторы четырёх последовательных вершин четырёхугольника {\displaystyle ABCD} (см. рисунок справа). Тогда, по задаче 1',
{\displaystyle \mathbf {e'} ={\frac {1}{2}}(\mathbf {a} +\mathbf {c} )} —
радиус-вектор середины одной диагонали, а
{\displaystyle \mathbf {e''} ={\frac {1}{2}}(\mathbf {b} +\mathbf {d} )} —
радиус-вектор середины другой диагонали. Поскольку диагонали делят друг друга пополам, то их середины совпадают:
{\displaystyle {\frac {1}{2}}(\mathbf {a} +\mathbf {c} )={\frac {1}{2}}(\mathbf {b} +\mathbf {d} )},
{\displaystyle \mathbf {b} -\mathbf {a} =\mathbf {c} -\mathbf {d} },
другими словами, вектор {\displaystyle \mathbf {b} -\mathbf {a} } равен и параллелен вектору {\displaystyle \mathbf {c} -\mathbf {d} }. Поскольку эти векторы представляют противоположные стороны четырёхугольника {\displaystyle ABCD}, то {\displaystyle ABCD} — параллелограмм.

### Пересечение трёх прямых в одной точке
Задача 7. Доказать, что медианы произвольного треугольника пересекаются в одной точке и найти радиус-вектор этой точки.
Пусть вершины произвольного треугольника {\displaystyle A}, {\displaystyle B} и {\displaystyle C} имеют радиус-векторы соответственно {\displaystyle \mathbf {r} _{1}={\overrightarrow {OA}}}, {\displaystyle \mathbf {r} _{2}={\overrightarrow {OB}}} и {\displaystyle \mathbf {r} _{3}={\overrightarrow {OC}}}. Обозначим через {\displaystyle A'}, {\displaystyle B'} и {\displaystyle C'} середины сторон соответственно {\displaystyle BC}, {\displaystyle CA} и {\displaystyle AB} (см. рисунок справа). Тогда, по задаче 1', радиус-вектор
{\displaystyle \mathbf {r} '={\overrightarrow {OA'}}={\frac {1}{2}}(\mathbf {r} _{2}+\mathbf {r} _{2}),}
следовательно, по задаче 1, уравнение прямой, проходящей через две точки {\displaystyle A} и {\displaystyle A'}, то есть уравнение медианы {\displaystyle AA'},
{\displaystyle \mathbf {r} =\lambda \mathbf {r} _{1}+(1-\lambda ){\frac {1}{2}}(\mathbf {r} _{1}+\mathbf {r} _{3})=\lambda \mathbf {r} _{1}+{\frac {1-\lambda }{2}}(\mathbf {r} _{2}+\mathbf {r} _{3}),}
где {\displaystyle \mathbf {r} } — произвольный радиус-вектор. Аналогично уравнение медианы {\displaystyle BB'} следующее:
{\displaystyle \mathbf {r} =\mu \mathbf {r} _{2}+{\frac {1-\mu }{2}}(\mathbf {r} _{3}+\mathbf {r} _{1}).}
Приравняем оба выражения и получим уравнение точки пересечения медиан {\displaystyle AA'} и {\displaystyle BB'}:
{\displaystyle \lambda \mathbf {r} _{1}+{\frac {1-\lambda }{2}}(\mathbf {r} _{2}+\mathbf {r} _{3})=\mu \mathbf {r} _{2}+{\frac {1-\mu }{2}}(\mathbf {r} _{3}+\mathbf {r} _{1}).}
Теперь приравняем коэффициенты при {\displaystyle \mathbf {r} _{1}}, {\displaystyle \mathbf {r} _{2}} и {\displaystyle \mathbf {r} _{3}}:
{\displaystyle \lambda ={\frac {1-\mu }{2}},\quad \mu ={\frac {1-\lambda }{2}},\quad {\frac {1-\lambda }{2}}={\frac {1-\mu }{2}},}
откуда
{\displaystyle \lambda =\mu ={\frac {1}{3}},}
и уравнение точки пересечения медиан {\displaystyle AA'} и {\displaystyle BB'}
{\displaystyle \mathbf {r} =\lambda \mathbf {r} _{1}+{\frac {1-\lambda }{2}}(\mathbf {r} _{2}+\mathbf {r} _{3})={\frac {1}{3}}(\mathbf {r} _{1}+\mathbf {r} _{2}+\mathbf {r} _{3}).}
При определении точки пересечения медиан {\displaystyle BB'} и {\displaystyle CC'} будет получен тот же результат по причине симметрии полученного выражения, поэтому третья медиана проходит через ту же точку.
Задача 8. Доказать, что биссектрисы произвольного треугольника пересекаются в одной точке и найти радиус-вектор этой точки.
Пусть биссектрисы {\displaystyle AA'} и {\displaystyle BB'} треугольника {\displaystyle ABC} пересекаются в точке {\displaystyle P} (см. рисунок справа), и пусть
{\displaystyle \mathbf {a} _{1}={\frac {\mathbf {a} }{|\mathbf {a} |}},\quad \mathbf {b} _{1}={\frac {\mathbf {b} }{|\mathbf {b} |}},\quad \mathbf {c} _{1}={\frac {\mathbf {c} }{|\mathbf {c} |}}} —
орты векторов
{\displaystyle \mathbf {a} ={\overrightarrow {BC}},\quad \mathbf {b} ={\overrightarrow {CA}},\quad \mathbf {c} ={\overrightarrow {AB}}}
соответственно. Отложим единичные векторы {\displaystyle {\overrightarrow {AK}}=\mathbf {c} _{1}} и {\displaystyle {\overrightarrow {AL}}=\mathbf {b} _{1}} на сторонах {\displaystyle AB} и {\displaystyle AC} соответственно и построим на этих ортах ромб {\displaystyle AKML} (см. рисунок справа).
Диагональ {\displaystyle AM} этого ромба — биссектриса угла {\displaystyle A}. Вектор {\displaystyle {\overrightarrow {AP}}}, направленный по биссектрисе угла {\displaystyle A}, коллинеарен вектору {\displaystyle \mathbf {c} _{1}+(-\mathbf {b} _{1})}:
{\displaystyle {\overrightarrow {AP}}=x(\mathbf {c} _{1}-\mathbf {b} _{1})=x\left({\frac {\mathbf {c} }{|\mathbf {c} |}}-{\frac {\mathbf {b} }{|\mathbf {b} |}}\right),}
где {\displaystyle x} пока не определён.
Либо таким же способом, то есть аналогично, либо заменой символов {\displaystyle a} на {\displaystyle b}, {\displaystyle b} на {\displaystyle c}, {\displaystyle c} на {\displaystyle a}, {\displaystyle x} на {\displaystyle y}, то есть циклической перестановкой, получается уравнение для вектора {\displaystyle {\overrightarrow {BP}}}:
{\displaystyle {\overrightarrow {BP}}=y(\mathbf {a} _{1}-\mathbf {c} _{1})=y\left({\frac {\mathbf {a} }{|\mathbf {a} |}}-{\frac {\mathbf {c} }{|\mathbf {c} |}}\right).}
Составим уравнение для нахождения {\displaystyle x} и {\displaystyle y}:
{\displaystyle {\overrightarrow {AP}}={\overrightarrow {AB}}+{\overrightarrow {BP}},}
{\displaystyle x\left({\frac {\mathbf {c} }{|\mathbf {c} |}}-{\frac {\mathbf {b} }{|\mathbf {b} |}}\right)=\mathbf {c} +y\left({\frac {\mathbf {a} }{|\mathbf {a} |}}-{\frac {\mathbf {c} }{|\mathbf {c} |}}\right).}
В последнем уравнении нельзя приравнять коэффициенты при {\displaystyle \mathbf {a} }, {\displaystyle \mathbf {b} } и {\displaystyle \mathbf {c} }, поскольку эти векторы компланарны, то есть
{\displaystyle \mathbf {a} +\mathbf {b} +\mathbf {c} =\mathbf {0} },
откуда выразим вектор {\displaystyle \mathbf {a} }:
{\displaystyle \mathbf {a} =-\mathbf {b} -\mathbf {c} =\mathbf {0} }.
Теперь можно сократить количество векторов в уравнении до двух, исключив вектор {\displaystyle \mathbf {a} }:
{\displaystyle x\left({\frac {\mathbf {c} }{|\mathbf {c} |}}-{\frac {\mathbf {b} }{|\mathbf {b} |}}\right)=\mathbf {c} +y\left(-{\frac {\mathbf {b} }{|\mathbf {a} |}}-{\frac {\mathbf {c} }{|\mathbf {a} |}}-{\frac {\mathbf {c} }{|\mathbf {c} |}}\right).}
Поскольку разложение вектора по двум не коллинеарным векторам единственно, приравняем в последнем уравнении по отдельности коэффициенты при векторах {\displaystyle \mathbf {b} } и {\displaystyle \mathbf {c} }:
{\displaystyle -{\frac {x}{|\mathbf {b} |}}=-{\frac {y}{|\mathbf {a} |}},}
{\displaystyle {\frac {x}{|\mathbf {c} |}}=1-{\frac {y}{|\mathbf {a} |}}-{\frac {y}{|\mathbf {c} |}},}
следовательно,
{\displaystyle y={\frac {|\mathbf {a} ||\mathbf {c} |}{|\mathbf {a} |+|\mathbf {b} |+|\mathbf {c} |}},\quad x={\frac {|\mathbf {b} ||\mathbf {c} |}{|\mathbf {a} |+|\mathbf {b} |+|\mathbf {c} |}},}
откуда
{\displaystyle {\overrightarrow {AP}}={\frac {|\mathbf {b} |\mathbf {c} -|\mathbf {c} |\mathbf {b} }{|\mathbf {a} |+|\mathbf {b} |+|\mathbf {c} |}},\quad {\overrightarrow {BP}}={\frac {|\mathbf {c} |\mathbf {a} -|\mathbf {a} |\mathbf {c} }{|\mathbf {a} |+|\mathbf {b} |+|\mathbf {c} |}}.}
Аналогично, если {\displaystyle P'} — точка пересечения биссектрис {\displaystyle BB'} и {\displaystyle CC'}, то тогда
{\displaystyle {\overrightarrow {BP'}}={\frac {|\mathbf {c} |\mathbf {a} -|\mathbf {a} |\mathbf {c} }{|\mathbf {a} |+|\mathbf {b} |+|\mathbf {c} |}},\quad {\overrightarrow {CP'}}={\frac {|\mathbf {a} |\mathbf {b} -|\mathbf {b} |\mathbf {a} }{|\mathbf {a} |+|\mathbf {b} |+|\mathbf {c} |}},}
следовательно, {\displaystyle {\overrightarrow {BP}}={\overrightarrow {BP'}}}, то есть точки {\displaystyle P} и {\displaystyle P'} совпадают и биссектрисы пересекаются в одной точке.
Пусть теперь {\displaystyle \mathbf {r} _{1}={\overrightarrow {OA}}}, {\displaystyle \mathbf {r} _{2}={\overrightarrow {OB}}} и {\displaystyle \mathbf {r} _{3}={\overrightarrow {OC}}} — радиус-векторы вершин соответственно {\displaystyle A}, {\displaystyle B} и {\displaystyle C} треугольника {\displaystyle ABC}, тогда радиус-вектор {\displaystyle \mathbf {r} ={\overrightarrow {OP}}} точки пересечения биссектрис следующий:
{\displaystyle \mathbf {r} =\mathbf {r} _{1}+{\overrightarrow {AP}}={\frac {(|\mathbf {a} |+|\mathbf {b} |+|\mathbf {c} |)\mathbf {r} _{1}}{|\mathbf {a} |+|\mathbf {b} |+|\mathbf {c} |}}+{\frac {|\mathbf {b} |(\mathbf {r} _{2}-\mathbf {r} _{1})-|\mathbf {c} |(\mathbf {r} _{1}-\mathbf {r} _{3})}{|\mathbf {a} |+|\mathbf {b} |+|\mathbf {c} |}}=}
{\displaystyle ={\frac {|\mathbf {a} |\mathbf {r} _{1}+|\mathbf {b} |\mathbf {r} _{2}+|\mathbf {c} |\mathbf {r} _{3}}{|\mathbf {a} |+|\mathbf {b} |+|\mathbf {c} |}}.}
Задача 9. В треугольнике {\displaystyle ABC} точки {\displaystyle A'}, {\displaystyle B'} и {\displaystyle C'} лежат произвольно на сторонах {\displaystyle BC}, {\displaystyle CA} и {\displaystyle AB} соответственно. Найти соотношение между шестью отрезками {\displaystyle AC'}, {\displaystyle C'B}, {\displaystyle BA'}, {\displaystyle A'C}, {\displaystyle CB'} и {\displaystyle B'C}, при которых прямые {\displaystyle AA'}, {\displaystyle BB'} и {\displaystyle CC'} пересекаются в одной точке {\displaystyle P}.
1. Необходимость. Поместим точку {\displaystyle O} вне плоскости треугольника {\displaystyle ABC}, и пусть {\displaystyle \mathbf {r} _{1}={\overrightarrow {OA}}}, {\displaystyle \mathbf {r} _{2}={\overrightarrow {OB}}} и {\displaystyle \mathbf {r} _{3}={\overrightarrow {OC}}} — радиус-векторы соответствующих вершин треугольника, а {\displaystyle \mathbf {r} ={\overrightarrow {P}}} — радиус-вектор точки {\displaystyle P} пересечения трёх прямых {\displaystyle AA'}, {\displaystyle BB'} и {\displaystyle CC'} (см. рисунок справа). Разложим вектор {\displaystyle \mathbf {r} } по трём некомпланарным векторам {\displaystyle \mathbf {r} _{1}}, {\displaystyle \mathbf {r} _{2}} и {\displaystyle \mathbf {r} _{3}}:
{\displaystyle \mathbf {r} =\alpha _{1}\mathbf {r} _{1}+\alpha _{2}\mathbf {r} _{2}+\alpha _{3}\mathbf {r} _{3}},
причём, по задаче 2,
{\displaystyle \alpha _{1}+\alpha _{2}+\alpha _{3}=1}.
Рассмотрим точку {\displaystyle A'}. Поскольку она лежит на прямой {\displaystyle AP}, то, согласно задаче 1, её радиус-вектор
{\displaystyle OA'=\lambda \mathbf {r} +(1-\lambda )\mathbf {r} _{1}=\lambda (\alpha _{1}\mathbf {r} _{1}+\alpha _{2}\mathbf {r} _{2}+\alpha _{3}\mathbf {r} _{3})+(1-\lambda )\mathbf {r} _{1}=}
{\displaystyle =(\lambda \alpha _{1}+1-\lambda )\mathbf {r} _{1}+\lambda \alpha _{2}\mathbf {r} _{2}+\lambda \alpha _{3}\mathbf {r} _{3}},
а поскольку точка {\displaystyle A'} лежит также и на прямой {\displaystyle BC}, то, по той же задаче 1,
{\displaystyle \lambda \alpha _{1}+1-\lambda -0,\quad \lambda \alpha _{2}+\lambda \alpha _{3}=1},
причём оба эти соотношения дают один и тот же результат
{\displaystyle \lambda ={\frac {1}{1-\alpha _{1}}}={\frac {1}{\alpha _{2}+\alpha _{3}}}},
откуда окончательно имеем следующее выражение для радиус-вектора {\displaystyle OA'}:
{\displaystyle OA'={\frac {\alpha _{2}\mathbf {r} _{2}+\alpha _{3}\mathbf {r} _{3}}{\alpha _{2}+\alpha _{3}}}}.
Сравним последнее выражение с формулой {\displaystyle \mathbf {c} ={\frac {y\mathbf {a} +x\mathbf {b} }{x+y}}} из задачи 1, получаем:
{\displaystyle {\frac {BA'}{A'C}}={\frac {\alpha _{3}}{\alpha _{2}}}}.
Аналогично заключаем:
{\displaystyle {\frac {CB'}{B'A}}={\frac {\alpha _{1}}{\alpha _{3}}},\quad ,{\frac {AC'}{C'B}}={\frac {\alpha _{2}}{\alpha _{1}}}}.
Перемножим последние три равенства, окончательно найдём требующееся соотношение между шестью отрезками:
{\displaystyle {\frac {BA'\cdot CB'\cdot AC'}{A'C\cdot B'A\cdot C'B}}=1},
или
{\displaystyle BA'\cdot CB'\cdot AC'=A'C\cdot B'A\cdot C'B}.
2. Достаточность. Последнее выражение является также и достаточным условием того, что прямые {\displaystyle AA'}, {\displaystyle BB'} и {\displaystyle CC'} пересекаются в одной точке. Действительно, пусть прямые {\displaystyle AA'} и {\displaystyle BB'} пересекаются в точке {\displaystyle P}, и пусть тогда прямая {\displaystyle CP} пересекает сторону {\displaystyle AB} треугольника в некоторой точке {\displaystyle C''}, для которой по только что доказанному выполняется следующее условие:
{\displaystyle {\frac {AC''}{C''B}}={\frac {A'C\cdot B'A}{BA'\cdot CB'}}}.
Но по условию достаточности выполнено условие
{\displaystyle BA'\cdot CB'\cdot AC'=A'C\cdot B'A\cdot C'B},
следовательно,
{\displaystyle {\frac {AC'}{C'B}}={\frac {A'C\cdot B'A}{BA'\cdot CB'}}},
поэтому точки {\displaystyle C''} и {\displaystyle C'} совпадают.

### Построение долей отрезка

Построение целой части отрезка

Задача 10. Доказать, что описанное ниже рекуррентное построение доставляет любую целую часть, то есть половину, треть, четверть и так далее, заданного отрезка {\displaystyle AB} (см. рисунок справа):
- параллельно заданному отрезку {\displaystyle AB} проведём прямую {\displaystyle CD}. Затем через точку {\displaystyle O}, расположенную с одной стороны этих отрезков, проведём прямые {\displaystyle OA} и {\displaystyle OB}, пересекающие прямую {\displaystyle CD} в точка {\displaystyle C} и {\displaystyle D} соответственно;
- диагонали трапеции {\displaystyle ABDC} пересекаются в точке {\displaystyle K_{2}}. Прямая {\displaystyle OK_{2}} пересекает отрезок {\displaystyle AB} в точке {\displaystyle L_{2}}. Получаем, что {\displaystyle AL_{2}={\frac {1}{2}}AB;}
- прямая {\displaystyle CL_{2}} пересекает диагональ {\displaystyle AD} в точке {\displaystyle K_{3}}. Прямая {\displaystyle OK_{3}} пересекает отрезок {\displaystyle AB} в точке {\displaystyle L_{3}}. Получаем, что {\displaystyle AL_{3}={\frac {1}{3}}AB}. И так далее.

Будем обозначат радиус-векторы {\displaystyle {\overrightarrow {OP}}}, проведённые из точки {\displaystyle O} в какую-либо точку {\displaystyle P}, через {\displaystyle \mathbf {r} _{P}}.
1. Докажем равенство
{\displaystyle \mathbf {r} _{A}=l\mathbf {r} _{C},\quad \mathbf {r} _{B}=l\mathbf {r} _{D},}
где {\displaystyle l} — фиксированное число, двумя разными способами:
- это равенство следует из подобия треугольников {\displaystyle OCD} и {\displaystyle OAB};
- это равенство следует из того, что следующие пары векторов коллинеарны:

- {\displaystyle \mathbf {r} _{A}} и {\displaystyle \mathbf {r} _{C}}, {\displaystyle {\overrightarrow {AB}}} и {\displaystyle {\overrightarrow {CD}}}, {\displaystyle \mathbf {r} _{B}} и {\displaystyle \mathbf {r} _{D}}.

Отсюда получаем, что
{\displaystyle \mathbf {r} _{A}=l\mathbf {r} _{C},\quad {\overrightarrow {AB}}=l_{1}{\overrightarrow {CD}},\quad \mathbf {r} _{B}=l_{2}\mathbf {r} _{D}.}
Но поскольку
{\displaystyle \mathbf {r} _{B}=\mathbf {r} _{A}+{\overrightarrow {AB}},\quad \mathbf {r} _{D}=\mathbf {r} _{C}+{\overrightarrow {CD}},}
то отсюда вытекает, что
{\displaystyle \mathbf {r} _{A}+{\overrightarrow {AB}}=l\mathbf {r} _{C}+l_{1}{\overrightarrow {CD}}=l_{2}\mathbf {r} _{D}=l_{2}\mathbf {r} _{C}+l_{2}{\overrightarrow {CD}}.}
Окончательно получаем:
{\displaystyle l_{2}=l=l_{1},}
то есть и саму теорему о подобии треугольников, и равенство
{\displaystyle \mathbf {r} _{A}=l\mathbf {r} _{C},\quad \mathbf {r} _{B}=l\mathbf {r} _{D}.}
2. Докажем, что {\displaystyle L_{2}} — середина отрезка {\displaystyle AB}. Сначала рассмотрим точку {\displaystyle K_{2}} пересечения прямых {\displaystyle AD} и {\displaystyle BC}. Эти прямые, по задаче 1, имеют уравнения
{\displaystyle \mathbf {r} =m\mathbf {r} _{A}+(1-m)\mathbf {r} _{D}=m\mathbf {r} _{A}+{\frac {1-m}{l}}\mathbf {r} _{B},}
{\displaystyle \mathbf {r} =p\mathbf {r} _{B}+(1-p)\mathbf {r} _{C}=p\mathbf {r} _{B}+{\frac {1-p}{l}}\mathbf {r} _{A}}
соответственно, где {\displaystyle \mathbf {r} } — произвольный радиус-вектор. В точке пересечения {\displaystyle K_{2}} этих прямых
{\displaystyle m={\frac {1-p}{l}},\quad {\frac {1-m}{l}}=p,}
откуда получаем:
{\displaystyle m={\frac {1}{l+1}},\quad p={\frac {1}{l+1}},\quad {\mathbf {r} _{K}}_{2}={\frac {1}{l+1}}(\mathbf {r} _{A}+\mathbf {r} _{B}).}
Теперь рассмотрим точку {\displaystyle L_{2}} пересечения прямых {\displaystyle AB} и {\displaystyle OK_{2}}. Уравнение прямой {\displaystyle OK_{2}}
{\displaystyle \mathbf {r} =\lambda {\mathbf {r} _{K}}_{2}={\frac {\lambda }{l+1}}(\mathbf {r} _{A}+\mathbf {r} _{B})},
и точка {\displaystyle L_{2}} прямой {\displaystyle OK_{2}} лежит на прямой {\displaystyle AB} тогда и только тогда, когда, по задаче 1, сумма коэффициентов при радиус-векторах {\displaystyle \mathbf {r} _{A}} и {\displaystyle \mathbf {r} _{B}} равна единице:
{\displaystyle {\frac {2\lambda }{l+1}}=1,\quad \lambda ={\frac {l+1}{2}},}
следовательно,
{\displaystyle {\mathbf {r} _{L}}_{2}={\frac {1}{2}}(\mathbf {r} _{A}+\mathbf {r} _{B})},
то есть {\displaystyle L_{2}} — середина отрезка {\displaystyle AB}.
3. Окончательно решим поставленную задачу, используя метод математической индукции. Для {\displaystyle n=2} задача уже решена. Осталось показать, что от точки {\displaystyle L_{n}} можно перейти к точке {\displaystyle L_{n+1}} при {\displaystyle n>1}. Предположим, что имеет место база индукции
{\displaystyle AL_{n}={\frac {1}{n}}AB},
откуда, по замечанию к задаче 1, получаем:
{\displaystyle {\mathbf {r} _{L}}_{n}={\frac {(n-1)\mathbf {r} _{A}+\mathbf {r} _{B}}{n}}},
и уравнение прямой {\displaystyle CL_{n}}
{\displaystyle \mathbf {r} =q{\mathbf {r} _{L}}_{n}+(1-q)\mathbf {r} _{C}=q{\frac {(n-1)\mathbf {r} _{A}+\mathbf {r} _{B}}{n}}+{\frac {1-q}{l}}\mathbf {r} _{A}}.
Прямая {\displaystyle CL_{n}} пересекается с прямой {\displaystyle AD}
{\displaystyle \mathbf {r} =m\mathbf {r} _{A}+(1-m)\mathbf {r} _{D}=m\mathbf {r} _{A}+{\frac {1-m}{l}}\mathbf {r} _{B}},
по точке {\displaystyle K_{n+1}}, для которой выполняются следующие условия, полученные приравниванием коэффициентов при одинаковых векторах в этих двух уравнениях прямых:
{\displaystyle m=q{\frac {n-1}{n}}+{\frac {1-q}{l}},\quad {\frac {1-m}{l}}={\frac {q}{n}},}
следовательно,
{\displaystyle m={\frac {n}{l+n}},\quad q={\frac {n}{l+n}},\quad {\mathbf {r} _{K}}_{n+1}={\frac {n\mathbf {r} _{A}+\mathbf {r} _{B}}{l+n}}.}
Прямая {\displaystyle OK_{n+1}}
{\displaystyle \mathbf {r} =\lambda {\mathbf {r} _{K}}_{n+1}={\frac {\lambda }{n+1}}(n\mathbf {r} _{A}+\mathbf {r} _{B})}.
пересекается с прямой {\displaystyle AB}
по точке {\displaystyle L_{n+1}} тогда и только тогда, когда, по задаче 1, сумма коэффициентов при радиус-векторах {\displaystyle \mathbf {r} _{A}} и {\displaystyle \mathbf {r} _{B}} равна единице:
{\displaystyle {\frac {\lambda }{l+n}}(n+1)=1,\quad \lambda ={\frac {l+n}{n+1}},}
следовательно,
{\displaystyle {\mathbf {r} _{L}}_{n+1}={\frac {n\mathbf {r} _{A}+\mathbf {r} _{B}}{n+1}}},
то есть {\displaystyle L_{n+1}} делит отрезок {\displaystyle AB} в отношении {\displaystyle 1:n}:
{\displaystyle AL_{n+1}={\frac {1}{n+1}}AB},
что и требовалось доказать.

### Центр масс трёх материальных точек
Задача 11. Центр масс системы двух материальных точек обладает двумя свойствами:
- лежит на линии, соединяющей эти две материальные точки;
- делит эту линию в отношении, обратно пропорциональном массам материальных точек.

Исходя из этого, найти центр масс системы трёх материальных точек.
Решение. Пусть массы {\displaystyle m_{1}}, {\displaystyle m_{2}} и {\displaystyle m_{3}} сосредоточены в материальных точках соответственно {\displaystyle M_{1}}, {\displaystyle M_{2}} и {\displaystyle M_{3}} с радиус-векторами соответственно {\displaystyle \mathbf {r} _{1}}, {\displaystyle \mathbf {r} _{2}} и {\displaystyle \mathbf {r} _{3}}. Тогда, по задаче 1', радиус-вектор центра масс системы двух материальных точек {\displaystyle M_{1}} и {\displaystyle M_{2}}
{\displaystyle \mathbf {r} '={\frac {m_{1}\mathbf {r} _{1}+m_{2}\mathbf {r} _{2}}{m_{1}+m_{2}}}},
отсюда по той же формуле находим радиус-вектор центра масс системы трёх материальных точек {\displaystyle M_{1}}, {\displaystyle M_{2}} и {\displaystyle M_{3}} как центр масс двух точек: центра масс системы точек {\displaystyle M_{1}} и {\displaystyle M_{2}} и точки {\displaystyle M_{3}}:
{\displaystyle \mathbf {r} ={\frac {(m_{1}+m_{2})\mathbf {r} '+m_{3}\mathbf {r} _{3}}{(m_{1}+m_{2})+m_{3}}}={\frac {m_{1}\mathbf {r} _{1}+m_{2}\mathbf {r} _{2}+m_{3}\mathbf {r} _{3}}{m_{1}+m_{2}+m_{3}}}.}

Тетраэдр и середины рёбер

Задача 12. Пусть дан тетраэдр (см. рисунок справа). Доказать, что:
- три отрезка, которые соединяют середины противоположных рёбер тетраэдра (на рисунке зелёные), пересекаются в общей точке, которая их делит пополам;
- в этой же точке пересекаются четыре отрезка (на рисунке один из них — красный), которые соединяют вершины тетраэдра с центрами масс противоположных граней, причём эта точка делит эти четыре отрезки, считая от вершины, в отношении {\displaystyle 3:1}.

Пусть даны тетраэдр {\displaystyle ABCD} и произвольная фиксированная точка пространства {\displaystyle O}. Введём следующие радиус-векторы.
{\displaystyle {\overrightarrow {OA}}=\mathbf {r} _{1},\quad {\overrightarrow {OB}}=\mathbf {r} _{2},\quad {\overrightarrow {OC}}=\mathbf {r} _{3},\quad {\overrightarrow {OD}}=\mathbf {r} _{4}.}
1. Обозначим через {\displaystyle E} и {\displaystyle F} середина рёбер соответственно {\displaystyle AB} и {\displaystyle CD}, а через {\displaystyle M} — середину нового отрезка {\displaystyle EF}. Получим по задаче 1':
{\displaystyle {\overrightarrow {OE}}=\mathbf {r} _{E}={\frac {\mathbf {r} _{1}+\mathbf {r} _{2}}{2}},}
{\displaystyle {\overrightarrow {OF}}=\mathbf {r} _{F}={\frac {\mathbf {r} _{3}+\mathbf {r} _{3}}{2}},}
{\displaystyle {\overrightarrow {OM}}=\mathbf {r} _{M}={\frac {\mathbf {r} _{E}+\mathbf {r} _{F}}{2}}={\frac {\mathbf {r} _{1}+\mathbf {r} _{2}+\mathbf {r} _{3}+\mathbf {r} _{4}}{4}}.}
Полученное выражение для {\displaystyle \mathbf {r} _{M}} симметрично относительно радиус-векторов {\displaystyle \mathbf {r} _{1}}, {\displaystyle \mathbf {r} _{2}}, {\displaystyle \mathbf {r} _{3}}, {\displaystyle \mathbf {r} _{4}}, поэтому, из соображений симметрии, заключаем, что точка {\displaystyle M} будет также серединой двух отрезков, соединяющих середины остальных пар противоположных рёбер тетраэдра.
2. Обозначим через {\displaystyle K} точку пересечения медиан грани {\displaystyle ABC}. Тогда радиус-вектор этой точки будет, по задаче 7, следующим:
{\displaystyle {\overrightarrow {OK}}=\mathbf {r} _{K}={\frac {\mathbf {r} _{1}+\mathbf {r} _{2}+\mathbf {r} _{3}}{3}}.}
Пусть теперь {\displaystyle N} — такая точка вектора {\displaystyle {\overrightarrow {DK}}}, которая делит его в отношении {\displaystyle 3:1}. Тогда, по задаче 1',
{\displaystyle {\overrightarrow {ON}}=\mathbf {r} _{N}={\frac {\mathbf {r} _{4}+3\mathbf {r} _{K}}{4}}={\frac {\mathbf {r} _{1}+\mathbf {r} _{2}+\mathbf {r} _{3}+\mathbf {r} _{4}}{4}},}
откуда следует, что:
- точка {\displaystyle N} совпадает с точкой {\displaystyle M};
- точка {\displaystyle N} одна и та же для всех четырёх отрезков, соединяющих все четыре вершины тетраэдра с центрами тяжести противоположных граней.

### Трапеция

Середины оснований трапеции

Задача 13. Через середины оснований трапеции проведена прямая. Доказать, что эта прямая проходит также и через точку пересечения продолжения боковых сторон трапеции.
Решение. Обозначим вершины трапеции последовательно через {\displaystyle A}, {\displaystyle B}, {\displaystyle C} и {\displaystyle D}, середины оснований {\displaystyle BC} и {\displaystyle AD} — через {\displaystyle M} и {\displaystyle N} соответственно, а точку пересечения прямых {\displaystyle AB} и {\displaystyle CD} — через {\displaystyle O} (см. рисунок справа).
Поскольку треугольники {\displaystyle OAD} и {\displaystyle OBC} подобны по первому признаку подобия треугольников, то
получаем следующую пропорцию:
{\displaystyle {\frac {OA}{OB}}={\frac {OD}{OC}}=k.}
Векторы {\displaystyle {\overrightarrow {OB}}} и {\displaystyle {\overrightarrow {OA}}} сонаправлены, также как и векторы {\displaystyle {\overrightarrow {OC}}} и {\displaystyle {\overrightarrow {OD}}}, следовательно, верны следующие равенства:
{\displaystyle {\overrightarrow {OA}}=k{\overrightarrow {OB}},\quad {\overrightarrow {OD}}=k{\overrightarrow {OC}}.}
Поскольку точка {\displaystyle M} — середина отрезка {\displaystyle BC}, то
{\displaystyle {\overrightarrow {OM}}={\frac {1}{2}}({\overrightarrow {OB}}+{\overrightarrow {OC}}),}
и аналогично имеем:
{\displaystyle {\overrightarrow {ON}}={\frac {1}{2}}({\overrightarrow {OA}}+{\overrightarrow {OD}}).}
Подставим в последнее равенство выражения для {\displaystyle {\overrightarrow {OA}}} и {\displaystyle {\overrightarrow {OD}}}:
{\displaystyle {\overrightarrow {ON}}={\frac {k}{2}}({\overrightarrow {OB}}+{\overrightarrow {OC}})={\frac {k}{2}}{\overrightarrow {OM}},}
то есть векторы {\displaystyle {\overrightarrow {ON}}} и {\displaystyle {\overrightarrow {OM}}} коллинеарны, следовательно, точка {\displaystyle O} лежит на прямой {\displaystyle MN}.

Средняя линия трапеции

Задача 14. Доказать, что средняя линия любой трапеции параллельна её двум основаниям и равна их полусумме.
Решение. Пусть трапеция {\displaystyle ABCD} имеет среднюю линию {\displaystyle MN}. Воспользуемся правилом многоугольника:
{\displaystyle {\overrightarrow {MN}}={\overrightarrow {MB}}+{\overrightarrow {BC}}+{\overrightarrow {CN}}={\overrightarrow {MA}}+{\overrightarrow {AD}}+{\overrightarrow {DN}},}
и сложим эти равенства, получим:
{\displaystyle 2{\overrightarrow {MN}}=({\overrightarrow {MB}}+{\overrightarrow {MA}})+({\overrightarrow {BC}}+{\overrightarrow {AD}})+({\overrightarrow {CN}}+{\overrightarrow {DN}}).}
Поскольку точки {\displaystyle M} и {\displaystyle N} — середины сторон соответственно {\displaystyle AB} и {\displaystyle CD}, то 
{\displaystyle {\overrightarrow {MB}}+{\overrightarrow {MA}}={\overrightarrow {CN}}+{\overrightarrow {DN}}=0,}
следовательно, можно записать следующие равенства:
{\displaystyle 2{\overrightarrow {MN}}={\overrightarrow {AD}}+{\overrightarrow {BC}},}
{\displaystyle {\overrightarrow {MN}}={\frac {1}{2}}({\overrightarrow {AD}}+{\overrightarrow {BC}}).}
Из того, что векторы {\displaystyle {\overrightarrow {AD}}} и {\displaystyle {\overrightarrow {BC}}} сонаправлены, получаем, что:
- векторы {\displaystyle {\overrightarrow {MN}}} и {\displaystyle {\overrightarrow {AD}}} также сонаправлены, то есть средняя линия параллельна основанию трапеции;
{\displaystyle MN={\frac {AD+BC}{2}}.}

### Четыре точки в пространстве

Середины сторон четырёхугольника образуют параллелограмм

Задача 15. Дан четырёхугольник, не обязательно плоский. Доказать, что середины его сторон являются вершинами плоской фигуры — параллелограмма.
Решение. В четырёхугольнике {\displaystyle ABCD} с серединами сторон {\displaystyle M}, {\displaystyle N}, {\displaystyle P} и {\displaystyle Q} имеют место следующие соотношения:
{\displaystyle {\overrightarrow {MN}}-{\overrightarrow {QP}}={\overrightarrow {MN}}+{\overrightarrow {PQ}}=}
{\displaystyle =({\overrightarrow {MB}}+{\overrightarrow {BN}})+({\overrightarrow {PD}}+{\overrightarrow {DQ}})=}
{\displaystyle ={\frac {1}{2}}{\overrightarrow {AB}}+{\frac {1}{2}}{\overrightarrow {BC}}+{\frac {1}{2}}{\overrightarrow {CD}}+{\frac {1}{2}}{\overrightarrow {DA}}=}
{\displaystyle ={\frac {1}{2}}({\overrightarrow {AB}}+{\overrightarrow {BC}}+{\overrightarrow {CD}}+{\overrightarrow {DA}})={\frac {1}{2}}{\overrightarrow {AA}}=\mathbf {0} },
то есть {\displaystyle {\overrightarrow {MN}}={\overrightarrow {QP}}}, другими словами, у четырёхугольника {\displaystyle MNPQ} противоположные стороны равны и параллельны, следовательно, четырёхугольник {\displaystyle MNPQ} — параллелограмм.

Три точки и шесть симметричных относительно них

Задача 16. Пусть даны четыре точки, не обязательно лежащие в одной плоскости: {\displaystyle M}, {\displaystyle N_{1}}, {\displaystyle N_{2}} и {\displaystyle N_{3}}. Построим ещё шесть точек:
- {\displaystyle M_{1}} — симметричную {\displaystyle M} относительно {\displaystyle N_{1}};
- {\displaystyle M_{2}} — симметричную {\displaystyle M_{1}} относительно {\displaystyle N_{2}};
- {\displaystyle M_{3}} — симметричную {\displaystyle M_{2}} относительно {\displaystyle N_{3}};
- {\displaystyle M_{4}} — симметричную {\displaystyle M_{3}} относительно {\displaystyle N_{1}};
- {\displaystyle M_{5}} — симметричную {\displaystyle M_{4}} относительно {\displaystyle N_{2}};
- {\displaystyle M_{6}} — симметричную {\displaystyle M_{5}} относительно {\displaystyle N_{3}.}

Доказать, что точки {\displaystyle M} и {\displaystyle M_{6}} совпадают.
Стандартное решение этой задачи, то есть решение, не использующее векторов, утомительно, поскольку состоит в рассмотрении многих треугольников.
Решение. Возьмём произвольную фиксированную точку {\displaystyle O}. По Задаче 1' получаем шесть равенств:
{\displaystyle {\overrightarrow {OM}}+{\overrightarrow {OM_{1}}}=2{\overrightarrow {ON_{1}}},}
{\displaystyle {\overrightarrow {OM_{1}}}+{\overrightarrow {OM_{2}}}=2{\overrightarrow {ON_{2}}},}
{\displaystyle {\overrightarrow {OM_{2}}}+{\overrightarrow {OM_{3}}}=2{\overrightarrow {ON_{3}}},}
{\displaystyle {\overrightarrow {OM_{3}}}+{\overrightarrow {OM_{4}}}=2{\overrightarrow {ON_{1}}},}
{\displaystyle {\overrightarrow {OM_{4}}}+{\overrightarrow {OM_{5}}}=2{\overrightarrow {ON_{2}}},}
{\displaystyle {\overrightarrow {OM_{5}}}+{\overrightarrow {OM_{6}}}=2{\overrightarrow {ON_{3}}}.}
Сложим первое, третье и пятое из этих шести равенств и вычтем их них второе, четвёртое и шестое, получим
{\displaystyle {\overrightarrow {OM}}-{\overrightarrow {OM_{6}}}=\mathbf {0} ,} то есть {\displaystyle {\overrightarrow {M_{6}M}}=\mathbf {0} ,}
другими словами, точки {\displaystyle M} и {\displaystyle M_{6}} совпадают.